# Deuxième circonscription de la préfecture de Nagano
La deuxième circonscription de la préfecture de Nagano (長野県第2区, Nagano-ken dai-ni-ku) est l'une des cinq circonscriptions législatives que compte la préfecture de Nagano au Japon.

## Description géographique
Entre 1994 et 2013, la deuxième circonscription de la préfecture de Nagano regroupait les villes de Matsumoto et Ōmachi, les districts de Higashichikuma, Minamiazumi (ja), Kitaazumi et Kamiminochi et une partie du district de Sarashina (ja) correspondant au village d'Ōoka (ja).
Depuis 2013, elle comprend les villes de Matsumoto, Ōmachi et Azumino, une partie de la ville de Nagano et les districts de Higashichikuma, Kitaazumi et Kamiminochi,.

## Députés
| Législature | Début de mandat | Fin de mandat | Député élu          | Parti politique | Parti politique |
| ----------- | --------------- | ------------- | ------------------- | --------------- | --------------- |
| 41e         | 1996            | 2000          | Jin Murai (ja)      |                 | Shinshintō      |
| 42e         | 2000            | 2003          | Jin Murai (ja)      |                 | PLD             |
| 43e         | 2003            | 2005          | Mitsu Shimojō (ja)  |                 | PDJ             |
| 44e         | 2005            | 2009          | Mitsu Shimojō (ja)  |                 | PDJ             |
| 45e         | 2009            | 2012          | Mitsu Shimojō (ja)  |                 | PDJ             |
| 46e         | 2012            | 2014          | Shunsuke Mutai (ja) |                 | PLD             |
| 47e         | 2014            | 2017          | Shunsuke Mutai (ja) |                 | PLD             |
| 48e         | 2017            | 2021          | Mitsu Shimojō       |                 | PE              |
| 49e         | 2021            | 2024          | Mitsu Shimojō       |                 | PDC             |
| 50e         | 2024            | -             | Mitsu Shimojō       |                 | PDC             |